# El reencuentro: 15 años después...
El reencuentro: 15 años después... é o primeiro álbum ao vivo lançado pela boy band porto-riquenha Menudo sob o selo da gravadora Fonovisa Records. O álbum foi gravado durante uma série de apresentações realizadas no Coliseu Roberto Clemente, em San Juan, Porto Rico, no início de 1998.  
O trabalho reúne seis ex-integrantes do grupo que participaram de suas formações mais notáveis nos anos 1980. Composto por 22 faixas, o álbum apresenta registros ao vivo de canções que marcaram a trajetória do Menudo. Seu lançamento consolidou o projeto como um marco importante para os fãs, ao revisitar parte do repertório que contribuiu para a projeção internacional do grupo.  
Além disso, o disco contou com uma produção que buscou equilibrar elementos da estética musical original com recursos técnicos atualizados, oferecendo uma interpretação contemporânea do material clássico do Menudo.

## Antecedentes e contexto
O projeto El Reencuentro surgiu no final da década de 1990, reunindo seis ex-integrantes do grupo Menudo, um fenômeno musical latino-americano dos anos 1980. Em 1997, Ray Reyes, Ricky Meléndez, Johnny Lozada e René Farrait participaram de um programa de rádio em Porto Rico. Os locutores Santiago Alegría e Gerardo Ortiz, juntamente com uma ideia de Ray Reyes, decidiram realizar um especial para o programa chamado "Estrelas em Concerto", em comemoração ao vigésimo aniversário do Menudo. Na ocasião, Ray e Ricky Meléndez compartilharam suas experiências vividas com o grupo que os levou à fama. A transmissão foi bem recebida, o que os levou a decidir fazer um "segundo programa". Desta vez, Ray e Ricky contaram com a presença de outros dois ex-Menudo, Johnny Lozada e René Farrait.  A boa repercussão conduziu à organização de uma apresentação inicial no Coliseu Roberto Clemente.
Nos shows os ex-integrantes trouxeram uma abordagem que combinava a nostalgia das músicas e coreografias originais com atualizações tecnológicas e de imagem. A reunião foi planejada como um evento pontual, mas se expandiu devido à alta demanda, transformando-se em uma série de apresentações que ultrapassaram fronteiras e conectaram diferentes gerações de fãs.

## Produção e gravação
A produção do projeto foi realizada de maneira colaborativa, com os membros do El Reencuentro envolvidos em diversas etapas, incluindo a direção e o processo criativo dos espetáculos. Durante os shows de 30 e 31 de janeiro e 1º de fevereiro de 1998 no Coliseu Roberto Clemente, o álbum ao vivo foi gravado, apresentando um repertório que mesclava grandes sucessos do Menudo com arranjos modernos.
O álbum duplo foi lançado no mesmo ano da gravação e incluiu 22 canções ao vivo, como "Súbete a mi moto" e "Clara". Mais tarde, um segundo álbum complementar trouxe versões remixadas e acústicas de outras faixas do grupo, diversificando o material disponível para os fãs.
O álbum foi lançado digitalmente em meados da década de 2010, quando a banda obteve os direitos de distribuição e foi disponibilizado sob o selo NTJ Productions. A versão digital inclui uma faixa bônus, "El Ayer", um remake de uma canção do Menudo dos anos de 1970, produzido por Ignacio Peña, Tony Rijos e Ray Reyes.

## Singles
As canções "Claridad" e "Dulces Besos" atingiram as posições de número 8 e 14, respectivamente, na parada musical Latin Tropical/Salsa Airplay da revista Billboard.
Posteriormente ao lançamento do álbum, o grupo lançou um maxi single com faixas complementares ao primeiro. Este CD incluía as versões "Remix Acustico" de quatro músicas ("Chiquitita", "Lady", "Acércate" e "Señora Mía"), o "Remix Bailable" de seis músicas ("Los Fantasmas", "A bailar", "Más mucho más", "Ella a-a", "Fuego" e "Me voy a enamoriscar"), que fizeram parte do repertório apresentado no espetáculo. Além disso, incluiu quatro versões remixes da faica "Claridad".

## Recepção crítica
| Críticas profissionais | Críticas profissionais |
| Avaliações da crítica  | Avaliações da crítica  |
| Fonte                  | Avaliação              |
| ---------------------- | ---------------------- |
| AllMusic               | [ 7 ]                  |

As resenhas dos críticos especializados em música foram favoráveis.
Stephen Thomas Erlewine, do site AllMusic, avaliou com quatro estrelas de cinco e destacou que a reunião do Menudo foi bem-sucedida, pois o grupo amadureceu. Segundo ele, ao invés de recorrer ao pop juvenil de seus primeiros álbuns, o disco apresenta dance-pop, baladas adultas e pop latino, refletindo o crescimento dos membros. Erlewine considera o álbum "entretenido", bem-sucedido e possivelmente o melhor trabalho da banda até então.

## Prêmios e nomeações
Na Billboard Latin Music Awards de 1999, o grupo ganhou na categoria "Álbum do Ano, Dupla ou Grupo", na qual competiu com Entrega Total de Onda Vaselina, Ana José Nacho de Mecano, e Vento A Favor de Sentidos Opuestos. Na categoria de Álbum do Ano, Artista Revelação, competiu com Entrega Total de Onda Vaselina, Vida Loca de Francisco Céspedes e o vencedor Carlos Ponce do artista homônimo.

## Desempenho comercial
O impacto comercial do El Reencuentro: 15 Años Después foi significativo. O álbum ao vivo alcançou a posição de número sete na lista Billboard Top Latin Albums, a posição de número quatro no Latin Pop Albums e entrou na trigésima-primeira posição no ranking Top Heatseekers. Com uma tiragem inicial de 50 mil cópias em Porto Rico e 20 mil no México, o álbum rapidamente se destacou, vendendo 200 mil cópias no último país mencionado, o que o conduziu a ser certificado como disco duplo de ouro em terras mexicanas. As vendas mundiais são de mais de 800 mil cópias.

## Lista de faixas
- Créditos adaptados do CD El reencuentro: 15 años después..., de 1998.[13]

| El reencuentro: 15 años después |                        |                                                             |         |  |
| N.º                             | Título                 | Compositor(es)                                              | Duração |  |
| 1.                              | "Intro"                | Ray Reyes                                                   | 0:54    |  |
| 2.                              | "A volar"              | Alejandro Monroy, Carlos Villa, Edgardo Díaz                | 3:54    |  |
| 3.                              | "Claridad"             | Umberto Tozzi                                               | 3:29    |  |
| 4.                              | "Lluvia"               | Alejandro Monroy, Carlos Villa, Edgardo Díaz                | 3:29    |  |
| 5.                              | "Susana"               | Luis G. Escobar                                             | 4:00    |  |
| 6.                              | "Voy América"          | Julio Seijas                                                | 3:17    |  |
| 7.                              | "Dulces besos"         | Julio Seijas, Carlos Villa                                  | 4:54    |  |
| 8.                              | "Tú te imaginas"       | Alejandro Monroy, Carlos Villa, Edgardo Díaz, Miguel Cancel | 3:16    |  |
| 9.                              | "La chispa de la vida" | Alejandro Monroy                                            | 3:13    |  |
| 10.                             | "Y yo no bailo"        | Julio Seijas, Alejandro Monroy                              | 3:23    |  |
| 11.                             | "Clara"                | Alejandro Monroy, Carlos Villa                              | 6:43    |  |
| 12.                             | "Quiero ser"           | Edgardo Díaz, Pepe Luis Soto                                | 3:54    |  |
| 13.                             | "Cuando pasará"        | Julio Seijas, Alejandro Monroy                              | 6:11    |  |
| 14.                             | "Zumbador"             | Carlos Villa, Alejandro Monroy                              | 3:22    |  |
| 15.                             | "Rock en la TV"        | Carlos Villa, Edgardo Díaz                                  | 3:03    |  |
| 16.                             | "No te reprimas"       | Carlos Villa, Edgardo Díaz, Alejandro Monroy                | 3:44    |  |
| 17.                             | "Por amor"             | Julio Seijas, J.M. Gracia, Carlos Villa                     | 4:18    |  |
| 18.                             | "Si tú no estás"       | Carlos Villa, Edgardo Díaz, Alejandro Monroy                | 6:07    |  |
| 19.                             | "Quiero Rock"          | Julio Seijas, Alejandro Monroy, Carlos Villa                | 3:05    |  |
| 20.                             | "Cámbiale las pilas"   | Alejandro Monroy, Carlos Villa                              | 3:54    |  |
| 21.                             | "Mi banda toca rock"   | Ivano Fossati                                               | 5:55    |  |
| 22.                             | "Súbete a mi moto"     | Edgardo Díaz, Carlos Villa                                  | 5:52    |  |

## Equipe técnica
Músicos de apoio
- Amaury Lopez (Teclados e Diretor Musical)
- Ramon Sánchez (Teclados)
- Sammy Fisher (Teclados e Programação)
- Jorge Laboy (Guitarras)
- Carlos Rolon (Guitarras)
- Ito Serrano (Guitarras adicionais)
- Ricky Encarnacion (Baixo)
- José "Pepe" Jiménez (Bateria)
- Eliud Velásquez (Percussão)
- Gustavo Lopez (Trompete)
- Orlando Zayas (Trompete)
- Javier Martinez (Trombone)
- Jorge Diaz (Trombone)
- Reinaldo Castellano (Saxofone)
- Raul Reyes (Coro)
- Pedro Veaz (Coro)
- Ricardo Garcia (Coro)
- Gustavo Parrilla (Coro)

## Tabelas

### Tabelas semanais
| Tabela musical (1998)                       | Melhor posição |
| ------------------------------------------- | -------------- |
| Estados Unidos (Billboard Top Latin Albums) | 7              |
| Estados Unidos (Billboard Latin Pop Albums) | 4              |
| Estados Unidos (Billboard Top Heatseekers)  | 31             |

## Certificações e vendas
| Região                                                                                             | Certificação | Vendas   |
| -------------------------------------------------------------------------------------------------- | ------------ | -------- |
| México (AMPROFON)                                                                                  | 2× Ouro      | 200,000* |
| Porto Rico                                                                                         | Ouro         | 50,000   |
| Resumos                                                                                            |              |          |
| Mundo                                                                                              | —            | 800,000+ |
| *números de vendas baseados somente na certificação ^distribuições baseadas apenas na certificação |              |          |